# Nová Polhora
Nová Polhora je obec v okrese Košice-okolí na východním Slovensku.

## Historie
V roce 1942 v obci Oravská Polhora vypukl požár, při kterém shořelo 158 domů. 42 rodin se poté přestěhovalo na východní Slovensko, kde byla v obvodu obce Ploské založena osada (od roku 1954 samostatná obec) Nová Polhora. V roce 1993 zde byl vysvěcen nový římskokatolický kostel.